# Jihlava
Pour les articles homonymes, voir Jihlava (homonymie).
Jihlava (en allemand : Iglau) est une ville de Tchéquie, la capitale de la région de Vysočina et le chef-lieu du district de Jihlava. Sa population s'élevait à 54 624 habitants en 2025.
Le centre historique de Jihlava est classé au patrimoine de l'Unesco.

## Géographie
La ville se situe aux limites occidentales de la Moravie. Elle est arrosée par la rivière Jihlava et se trouve dans les monts de Bohême-Moravie, à 78 kilomètres à l'ouest-nord-ouest de Brno et à 112 kilomètres au sud-est de Prague.

## Histoire

Carte de Jihlava (vers 1750)

La première mention écrite de Jihlava dans le margraviat de Moravie remonte à 1233, lorsque l'évêque d'Olomouc confirme un transfert de propriété, où figure le nom de Jihlava, de l'ordre Teutonique à l'abbaye de Želiv. Vers 1240, Jihlava devient propriété des rois de Bohême et peu de temps après, une ville minière y est établie pour exploiter les filons d'argent. Les premières médailles qui y sont frappées datent en effet de 1249.
En 1253, Jihlava obtient une charte des mains du roi Venceslas Ier mais elle ne s'est pas conservée. En 1270, la ville obtient du roi Ottokar II de Bohême le droit d'édifier des fortifications, ce qui reflète son importance stratégique grandissante. Dans le cadre du médiéval colonisation germanique (Drang nach Osten), la ville est alors majoritairement peuplée de citoyens allemands formant une enclave linguistique.
Pendant les croisades contre les Hussites, Jihlava est un centre du catholicisme ; néanmoins, la ville a été épargnée par les dévastations. Le 5 juillet 1436 sont proclamés à Jihlava les Compactata, un accord conclu entre l'aile modérée des Hussites et les négociateurs du roi Sigismond de Luxembourg.
Avec les pays de la couronne de Bohême, Jihlava a été intégrée dans la monarchie de Habsbourg en 1526. L'année suivante, le nouveau roi Ferdinand Ier y preta serment de fidélité aux états bohémiens. Dans les prochaines décennies, la ville s'étendit considérablement jusqu'aux domaines au-delà de la rivière Jihlava en Bohême. Pendant la guerre de Trente Ans, Jihlava a été occupée par des troupes suédoises.
Aux XVIIIe et XIXe siècles, la ville est un centre important de l'industrie textile. Jusqu'en 1918, le territoire de la ville de Iglau - Jihlava (du nom allemand aussi Jglau uniquement jusqu'en fin 1896) fait partie de l'empire d'Autriche, puis, après le compromis de 1867, de la Cisleithanie au sein d'Autriche-Hongrie. À partir de 1862, la ville était le chef-lieu d'un district de même nom, l'un des 32 Bezirkshauptmannschaften de Moravie. La ville était également le site d'un garnison de l'armée commune et de l'armée territoriale impériale-royale autrichienne (Landwehr). Un deuxième bureau de poste est ouvert à la gare en 1871.
À la suite de la dislocation de l'Autriche-Hongrie entérinée par le traité de Saint-Germain-en-Laye à l'issue de la Première Guerre mondiale, Jihlava fait partie de la première première république tchécoslovaque. Le nombre des habitants parlant tchèque s'accroît. Lors du démantèlement de la Tchécoslovaquie, en mars 1939, la ville est annexée par l'Allemagne nazie violant délibérément les accords de Munich et devient le centre administratif d'un district du protectorat de Bohême-Moravie.
Après la Seconde Guerre mondiale et la défaite du Troisième Reich, les décrets Beneš (1945) contraignent la population allemande de la ville à s'exiler, laissant la place aux Tchèques qui l'appellent désormais exclusivement Jihlava.

## Population
Recensements (*) ou estimations de la population de la commune dans ses limites actuelles :
| 1869*  | 1880*  | 1890*  | 1900*  | 1910*  | 1921*  |
| ------ | ------ | ------ | ------ | ------ | ------ |
| 23 833 | 26 559 | 28 577 | 29 858 | 32 344 | 32 702 |

| 1930*  | 1950*  | 1961*  | 1970*  | 1980*  | 1991*  |
| ------ | ------ | ------ | ------ | ------ | ------ |
| 36 659 | 31 268 | 36 528 | 42 538 | 49 770 | 51 831 |

| 2001*  | 2011*  | 2016   | 2017   | 2018   | 2019   |
| ------ | ------ | ------ | ------ | ------ | ------ |
| 50 702 | 50 075 | 50 714 | 50 559 | 50 724 | 50 845 |

| 2020   | 2021*  | 2022   | 2023   | 2024   | 2025   |
| ------ | ------ | ------ | ------ | ------ | ------ |
| 51 216 | 50 523 | 50 108 | 52 548 | 53 986 | 54 624 |

## Personnalités
- Barbara Krafft (1764–1825), peintre ;
- Heinrich Breitenstein (1848–1930), médecin, zoologiste, géographe et écrivain ;
- Gustav Mahler (1860–1911), né à Kaliště, à 30 km au nord-ouest), a passé son enfance à Jihlava ; y sont enterrés ses parents, Marie et Bernhard Mahler ;
- Carl Meinhard (1875–1949), auteur, metteur en scène, acteur et directeur ;
- Karl Hans Strobl (1877–1946), écrivain ;
- Josef Witiska (1894–1946), juriste ;
- Otto Wagner (1902-1974), officier de la Légion étrangère, Compagnon de la Libération est mort à Jihlava ;
- David Výborný, Jiří Šlégr, Viktor Ujčík et David Rittich, joueurs professionnels de hockey sur glace venant de Jihlava ;
- Martin Prokop (né 1982), pilote de rallye, 9e de la saison 2012 du championnat du monde ;
- Lukáš Krpálek (né 1990), judoka.

## Culture
- Festival du film documentaire : Depuis 2006, la ville de Jihlava est réputée pour son festival du film documentaire, le Jihlava International Documentary Film Festival.
- Horácké divadlo Jihlava

## Transports

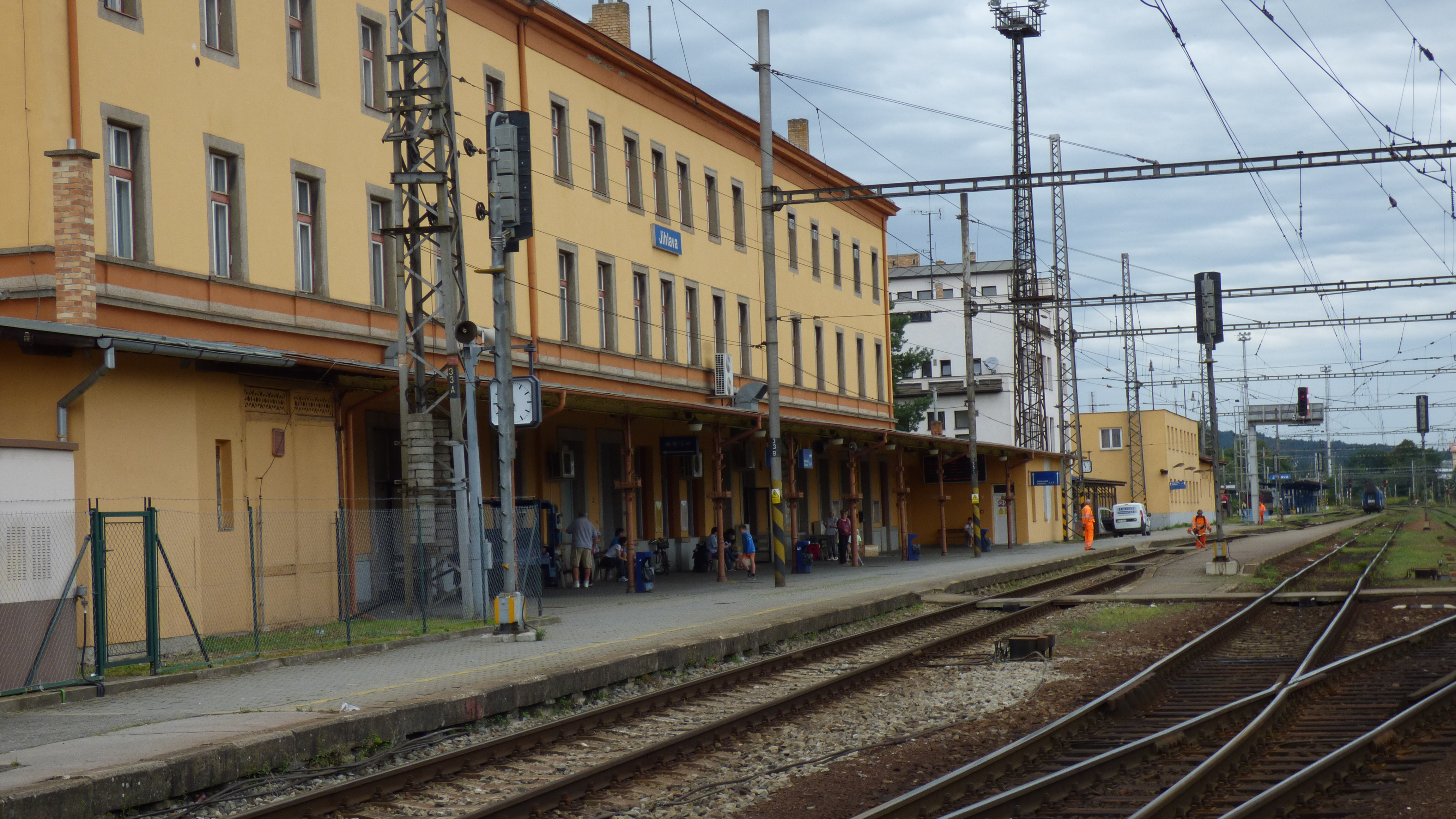
Gare de Jihlava

Par la route, Jihlava se trouve à 27 km de Havlíčkův Brod, à 87 km de Brno et à 121 km de Prague.
La route européenne 59 (E59) traverse Jihlava reliant Prague à Vienne et Zagreb. L'autoroute D1 (E50/E65), reliant Prague à Brno et Ostrava passe au nord de la ville.

## Économie
La principale entreprise de Jihlava est l'usine Bosch Diesel s.r.o du Groupe Bosch, située au nord de la ville près de la sortie de autoroute D1. Elle fabrique des composants de systèmes d'injection diesel et emploie 4 400 salariés.

## Jumelages
La ville de Jihlava est jumelée avec :
- Eilenbourg (Allemagne)
- Heidenheim an der Brenz (Allemagne)
- Purmerend (Pays-Bas)
- Oujhorod (Ukraine)

## Divers
La bière Ježek est brassée à Jihlava.